# Reinhardt-Kaserne
Die Reinhardt-Kaserne ist eine Kaserne der Bundeswehr in Ellwangen (Jagst). Sie ist benannt nach dem württembergischen General Walther Reinhardt. Die Kaserne befindet sich am südlichen Stadtrand von Ellwangen nahe der Bundesstraße 290 und ist der älteste Standort der Bundeswehr in Baden-Württemberg. Ende Juni 2014 wurde die letzte dort stationierte militärische Einheit aufgelöst. Im April 2015 wurde in den südlichen Unterkunftsgebäuden eine Landeserstaufnahmestelle (LEA) für Flüchtlinge eröffnet.

## Geschichte
Der Bau der Ellwanger Mühlberg-Kaserne wurde 1914 begonnen und 1916 fertiggestellt. Sie diente als Unteroffiziersschule (Unteroffizier-Vorbildungsanstalt) der württembergischen Armee. 1920 musste sie aufgrund der Bestimmungen des Versailler Vertrags aufgelöst werden. Nach der Räumung durch das Heer waren von 1921 bis 1923 Einheiten der staatlichen Ordnungspolizei und eine Polizei-Schulabteilung untergebracht. Danach diente sie bis 1934 dem evangelischen Landeswaisenhaus Württemberg als Unterkunft. Ab 1934 wurde das Gelände wieder militärisch genutzt und stark ausgebaut.
Zunächst wurde die Kaserne von der III./1. SS-Standarte bezogen. In den Folgejahren wurden umfangreiche Erweiterungsbauten errichtet (u. a. der sog. „Z-Block“). Während des Zweiten Weltkrieges waren in der Kaserne das SS-Panzergrenadier-Ausbildungsbataillon und Ersatzbataillon 5 stationiert sowie ein Pionierbataillon und eine Panzerjägerabteilung der 335. Infanteriedivision des Heeres.
Nach dem Ende des Zweiten Weltkrieges nutzte die US-Armee die Kaserne 1945 kurzzeitig als Militärhospital. Von 1946 bis 1951 waren dort durch die IRO 3000 ehemalige ukrainische Zwangsarbeiter untergebracht. Ab 1951 waren wieder Einheiten der US-Armee stationiert; 1955 wurde das Gelände an die neu gegründete Bundeswehr übergeben.
Am 23. Juli 1956 zog als erste Einheit das Grenadierbataillon 24 in die Kaserne ein, womit die Reinhardt-Kaserne der älteste Bundeswehrstandort in Baden-Württemberg ist. Zu Beginn der 1960er Jahre wurde die Kaserne grundinstandgesetzt und mit dem Bau des technischen Bereiches und neuer Unterkünfte für das Versorgungsbataillon 306 am Südhang des Hungerberges erheblich erweitert. Zu dieser Zeit entstanden auch die Standortschießanlage und das Munitionslager. Am 25. Oktober 1968 erfolgte die Übergabe der neuen Hungerberg-Kaserne und der Zusammenschluss mit der alten Mühlberg-Kaserne. An diesem Tag erhielt die Reinhardt-Kaserne ihren heutigen Namen. Als neueste bauliche Erweiterungen der Kaserne entstanden in den Jahren 1982 bis 1986 im südlichen Teil eine Nachschubhalle, eine Waschanlage und zwei Sportplätze. Außerdem wurde zu Beginn der 1990er Jahre ein neues Wirtschaftsgebäude mit Truppenküche und Mannschaftsheim im historischen Teil der Kaserne errichtet.
Im Rahmen der Neustrukturierung der Bundeswehr wurde am 26. Oktober 2011 bekanntgegeben, dass alle uniformierten Einheiten abgezogen werden sollen. Am 23. Januar 2014 fand der Auflösungsappell des Transportbataillons 465 statt, das mit Wirkung zum 31. März 2014 aufgelöst wurde. Als letzte militärische Einheiten wurden am 30. Juni 2014 das Kraftfahrausbildungszentrum Ellwangen und die Sanitätsstaffel aufgelöst. Lediglich das Sprachenzentrum Süd bleibt mit rund 30 Dienstposten und ca. 220 Lehrgangsteilnehmern als zivile Bundeswehrdienststelle im historischen Teil der Kaserne erhalten. Dieser Teil des Geländes wird vorerst weiterhin als Kaserne der Bundeswehr geführt. Der ungenutzte Teil des Geländes sollte ursprünglich 2015 der Bundesanstalt für Immobilienaufgaben übertragen werden.
Im Herbst 2014 beschlossen das Land Baden-Württemberg und die Stadt Ellwangen, im ungenutzten Teil der Reinhardt-Kaserne eine Landeserstaufnahmestelle (LEA) für Flüchtlinge einzurichten. Hierzu wurden die Unterkunftsgebäude im südlichen Teil der Kaserne herangezogen. Die Einrichtung wurde im April 2015 eröffnet und ist für eine Regelbelegung von 500 bis 1000 Flüchtlingen ausgelegt. Aufgrund des hohen Flüchtlingszustroms im Sommer 2015 waren im September jedoch über 4500 Flüchtlinge in der LEA untergebracht. Zur Entlastung der Einrichtung wurden einzelne Instandsetzungs- und Fahrzeughallen des Technischen Bereichs der Kaserne zur Flüchtlingsunterbringung freigegeben. Im November 2015 begann das Land Baden-Württemberg mit dem Umbau der Instandsetzungshallen zu Wohneinheiten. Das Investitionsvolumen betrug rund 5,1 Millionen Euro. Die umgebauten Hallen bieten seit Weihnachten 2015 bis zu 1000 Personen Platz, um der mit rund 3400 Flüchtlingen (Stand: 1. Dezember 2015) belegten LEA Entlastung zu bieten.
Mitte des Jahres 2017 wurden im historischen Teil der Kaserne weitere Gebäude an die Stadt Ellwangen abgegeben. Hierzu wurde die Einfahrt zum weiterhin durch das Sprachenzentrum Süd der Bundeswehr genutzten Bereich am Haupttor der Kaserne um ca. 30 Meter nach hinten verlegt. Der militärische Bereich wurde neu eingezäunt. Neben dem historischen Stabsgebäude mit ehemaliger Hauptwache wurden auch der „Z-Block“, das Wirtschaftsgebäude, der Sanitätsbereich und die Heizzentrale sowie weitere Unterkunftsgebäude und Hallen abgegeben. Die Zufahrt zu diesen Gebäuden wurde als „Reinhardtstraße“ dem öffentlichen Verkehr gewidmet. Die Stadt Ellwangen plant dort nun die Einrichtung einer „Europäischen Ausbildungs- und Transfer-Akademie“ (EATA) zur Berufsausbildung von Jugendlichen aus europäischen Ländern. Mit dem Umbau der Gebäude zu 250 Wohnplätzen sowie Schulungs- und Sozialräumen soll im Herbst 2017 begonnen werden und rund 15,6 Millionen Euro kosten. Dabei tragen die Stadt und der Ostalbkreis 6,3 Millionen Euro und das Land Baden-Württemberg sowie die EU 9,3 Millionen Euro, u. a. aus dem Europäischen Fonds für regionale Entwicklung (EFRE). Ein Vorlaufbetrieb für die EATA wurde im Frühjahr 2017 im ehemaligen Sanitätsbereich eingerichtet.

## Gebäude und Einrichtungen
Die Reinhardt-Kaserne besaß drei Zufahrten, das Haupttor an der Hohenstaufenstraße im alten Bereich der Kaserne, das Südtor zur Kreisstraße 3319 und Bundesstraße 290 und das Nordtor an der Dürerstraße. Das Nordtor war normalerweise geschlossen und diente typischerweise nur dem Zugang zum Bundeswehr-Dienstleistungszentrum. Neben den eigentlichen Unterkünften im Bereich Mühlberg und Hungerberg besaß die Kaserne einen ausgedehnten technischen Bereich am Südtor, ein Sanitätszentrum sowie zwei Sportplätze und ein Treibstofflager im südlichen Bereich. Die Nachschubhalle befand sich in der Nähe des Nordtores. Der historische Teil der Kaserne gilt als baulich einmaliges Ensemble und steht unter Denkmalschutz. Die Zufahrt zum Sprachenzentrum Süd der Bundeswehr erfolgt über eine automatische Schrankenanlage im Bereich des ehemaligen Haupttores in der Hohenstaufenstraße. In der Kaserne liegt das Soldatenheim „OASE – Casino Ellwangen“, das als bewirtschaftete Betreuungseinrichtung die Verpflegung der Lehrgangsteilnehmer des Sprachenzentrums Süd sicherstellt.
Zur eigentlichen Kaserne gehörten auch eine Standortschießanlage nordöstlich von Ellwangen zwischen Holbach (Ellwangen) und Eigenzell, ein Munitionslager an der Straße nach Dalkingen und ein Standortübungsplatz, der sich ca. 5 Kilometer südöstlich davon bis zur Autobahn A 7 erstreckte und ca. 1,5 Kilometer nordwestlich von Haisterhofen lag.

## Diensteinheiten
In der Reinhardt-Kaserne sind derzeit folgende Einheiten stationiert (Stand: August 2014):
| Wappen | Einheit                               | Zeitraum  | Armee      |
| ------ | ------------------------------------- | --------- | ---------- |
|        | Bundessprachenamt Sprachenzentrum Süd | seit 2008 | Bundeswehr |
|        | Bundessprachenamt V. Inspektion       | seit 2008 | Bundeswehr |

## Ehemalige Diensteinheiten
Folgende Einheiten der Bundeswehr waren in der Reinhardt-Kaserne stationiert:
- Einheiten der Logistiktruppe:
  - Transportbataillon 465 (SKB) (2005–2014)
  - Transportbataillon 10 (H) (1993–2005)
  - Nachschubbataillon 10 (H) (1975–1993)
  - Versorgungsbataillon 306 (H) (1959–1975)
  - Kraftfahrausbildungszentrum Ellwangen (SKB) (1994–2014)
  - 6./Logistikbataillon 461 (SKB) (2003–2006)
  - 4./Nachschubbataillon 12 (H)
  - 2./Nachschubbataillon 102 (H)
  - 2./Instandsetzungsbataillon 210 (H)
  - Instandsetzungskompanie 300 (H) (1971–1986)
  - Nachschubkompanie 300 (H) (1974–1986)
  - Nachschubausbildungskompanie 7/10 (H) (1980–1988)

- Einheiten der Panzertruppe:
  - Panzergrenadierbrigade 30 „Alb-Brigade“ (1981–2008)
  - Panzerbrigade 30 (1959–1981)
  - Panzergrenadierbataillon 301 (1981–1989)
  - Panzergrenadierbataillon 302 (1958–1993)
  - Panzergrenadierbataillon 303 (1981–1992)
  - Grenadierbataillon 24 (1956–1959)
  - Panzerjägerkompanie 300 (1968–1992)
  - Panzerpionierkompanie 300 (1959–1995)

- Einheiten des Sanitätsdienstes:
  - Sanitätsstaffel Ellwangen (ZSan) (2008–2014)
  - Sanitätszentrum Ellwangen (ZSan) (1999–2008)
  - Sanitätszentrum 504 (1983–1999)

Weitere Einheiten:
- Ausbildungsstützpunkt SIRA Bataillon (H) (1996–2010)[15]
- Fernmeldesystembezirk 502
- Feldersatzkompanie 300 (H)
- ABC-Abwehrkompanie 300 (H) (1968–1971)

Außerdem befand sich von 1955 bis 2014 in einer an die Kaserne angrenzenden Liegenschaft die Standortverwaltung Ellwangen (ab 2007 Bundeswehr-Dienstleistungszentrum Ellwangen).